# 作戦計画5029
作戦計画5029（OPLAN 5029）とは、朝鮮民主主義人民共和国（北朝鮮）におけるクーデター・革命・大規模亡命・大量脱北・大量破壊兵器流出・北朝鮮国内における韓国人人質事件・大規模自然災害・その他「体制を動揺させる急激な変化」が発生した場合に備えてアメリカ合衆国（アメリカ・米国）と大韓民国（韓国）が策定した軍事作戦計画である。OPLAN 5029には複数の改訂版が確認されている（例えばOPLAN 5029-05など）が、永続的に発効したと知られるものは1つも無い。しかしながら韓国はこの作戦計画が現行の概念的計画（CONPLAN 5029、概念計画5029。具現化前の作戦計画）と密接に関係があると繰り返し主張している。同時にアメリカはこの作戦計画が北朝鮮体制の崩壊を仮定し、対応する作戦計画を具体的に準備するものと説明している。
他の朝鮮半島でのアメリカと韓国が策定する作戦計画同様にアメリカ軍再編や2015年の米韓連合軍の戦時作戦統制権（Wartime operational control, Wartime-OPCON、戦作権）の大韓民国国軍移譲に向けて改訂が進められている

## 歴史
1999年8月、在韓アメリカ軍の司令官であるジョン・H・ティレリ・ジュニア将軍は、米韓連合軍が北朝鮮崩壊時に介入するというシナリオとその実行計画が存在することを認め、「もし我々がそれを保持しなければ、異常事態に陥るだろう」と述べている。
2005年初めに韓国国家安全保障会議は、CONPLAN 5029の概略的行動指針を作戦計画における具体的な軍事行動計画に格上げするというアメリカの提案を拒否した。この具体的な軍事行動計画の中において、北朝鮮体制の崩壊時に韓国の軍事リソース（assets）をアメリカが統制する予定となっていた。韓国高官はこの計画が「韓国の主権」を脅かす恐れがあるとして拒絶したと述べたが、アメリカ高官は重要な核・軍事施設の保護ならびに治安維持の為にこの計画が必要となると主張していた。2005年6月に韓国の尹光雄（ユン・グァンウン）国防部長官とアメリカのドナルド・ラムズフェルド国防長官との間で、概念計画の更なる「改善と発展」について合意が結ばれた。
2008年後半は終始北朝鮮の金正日総書記の健康状態悪化の噂に呼応し、対応する本計画が実行されるのでは無いかとの言及があった。同年10月にアメリカのロバート・ゲーツ国防長官と韓国の李相熹（イ・サンヒ）国防部長官との間で戦時作戦統制権の大韓民国国軍への計画的移行について会談が持たれた。会談に先立ちアメリカ統合参謀本部と韓国合同参謀本部との間で案がまとめられ、北朝鮮体制崩壊時の軍事作戦計画の取りまとめを継続する事などが話し合われた。韓国退役将軍提督会（Korea Retired Generals and Admirals Association）でのスピーチの中で、在韓アメリカ軍司令官ウォルター・シャープ将軍は、北朝鮮体制の動揺や崩壊を含めて何らかの体制変動が発生した際に介入する為、様々な状況に呼応する計画を準備していると言う事を明らかにした。

### 北朝鮮の反応
これに対して北朝鮮の朝鮮中央通信は「アメリカと南朝鮮の好戦的な軍隊は公然と反共和国的かつ軍事的作り話を保持している（いた）。彼らはこのような作り話に基づいて『不測の事態に援軍を急派する』ことに合意している。」と主張した。更に「好戦的なアメリカ軍は、先軍思想の軍隊と共和国の決意を見誤らないよう随分と忠告されるだろうが、しかし同時に新たな戦争へと続く彼らの無謀な行動を制止するアドバイスも与えられるだろう。」と述べた。

## シナリオ
作戦計画の細部の不明確さ・北朝鮮への介入に至るであろう状況・広い範囲に渡る関係者にとって取り得る選択肢・これらの存在により、北朝鮮崩壊の結果起こり得る推測が非常に多く挙げられている。

### 報告書について
報告書の指摘では、韓国軍が難民を救助するのと同時にアメリカ軍が北朝鮮の旧体制から大量破壊兵器の管理権を奪取する事を想定している。大多数の人は、北朝鮮の核兵器プログラム（計画）が韓国に対して使用されたり、または核テロリズムの為に利用される事の無いように北朝鮮の核兵器を確保する事の重要性について推測していた。韓国とアメリカの両高官は、「アメリカ軍は恐らく戦時下における計画済みの軍事作戦の趨勢と前後して、核兵器関連施設・物資などの確保に率先して努めるだろう。また一方で韓国軍は核・化学・生物兵器関連事項においてアメリカ軍をサポートする事が可能であろう」と述べている。。